# 私が消える
「私が消える」（わたしがきえる）は、日本のロックバンド、Laputaのインディーズ時代のシングル。

## 概要
- まだKouichiが在籍していなかった頃のシングル。ギターをJunji、Hidenoの二人が、またベースをKusubaが務めていた。
- 表題曲である「私が消える」は、LaputaのCD音源としては唯一、Hidenoが作曲に携わった音源である。
- 1stプレスは1000枚限定で販売され、予約完売[1]。また同年5月22日にはジャケットを変更し、2ndプレスとして発売。
- 表題曲は『回顧録～第二章～』で美流沙女によってカヴァーされた[2]。

## 収録曲
1. Skeleton Dance
  - 作詞、作曲：aki
2. 私が消える
  - 作詞：aki、作曲：Hideno
3. Saddistの夢
  - 作詞、作曲：aki